# フランコニア (客船)
フランコニア (RMS Franconia) はキュナード・ラインのオーシャン・ライナー。

## 船歴
1910年7月23日にニューカッスル・アポン・タインのスワン・ハンター&ウィガム・リチャードソン社で進水、1911年1月23日に竣工。
数年間、主に大西洋で運航された後、1915年初頭に「フランコニア」は兵員輸送船となった。
1916年10月4日、サロニカへ向け航行中のフランコニアはマルタの東195浬でドイツ潜水艦「UB47」に雷撃され沈んだ。兵士は乗船しておらず、乗船していた乗員314名中12名が死亡した。